# 사할린 프로젝트
사할린 프로젝트는 러시아 사할린주에서 진행되는 유전, 천연가스전 개발 프로젝트이다. 광구는 사할린섬 전역에 1~8구역까지 나눠 있고, 1, 2 구역은 각각 사할린 제1 프로젝트, 사할린 제2 프로젝트로 1990년대부터 생산 플랜트, 파이프라인 등의 건설이 진행되고 있다.

## 진행
사할린 대륙붕 지역에는 방대한 양의 석유자원이 있다는 것은 20세기 전반대부터 알려져 있었다. 그러나 자연조건이 혹독하고, 운송수단의 부족 등의 이유로 소련 시대까지 단발적인 개발에 머무르고 있었다. 소련이 해체되고 경제적 혼란기를 맞이했던 1990년대 초반, 러시아 정부는 외국 자본을 도입하여 사할린 석유 개발을 추진하기로 결정하였다. 이 때부터 사할린 제1 프로젝트, 사할린 제2 프로젝트가 진행되기 시작하였다.
이후 1999년부터 사할린 제2 프로젝트가 진행된 지역에서 플랜트 가동을 개시하였고, 원유 생산이 시작되었다. 사할린II 프로젝트는 쉘(55%), 미쓰이(Mitsui,  25%), 미쓰비시(Mitsubishi, 20%)가  참여하고  있으며 ‘94년  사할린에너지사(Sakhalin Energy  Investment  Co.:  SEIC)를 설립하였다. 그러나 2006년에 국제 환경문제가 제기되고, 러시아 정부가 프로젝트 참여를 재검토하기로 하면서 개발의 중단 위기를 맞게 된다. 결국 러시아 정부는 개발허가를 취소하고, 사업회사 사할린 에너지의 주식 과반수를 국영기업 가스프롬에 매각하였다.
2008년, 사할린 3지구에 사할린 에너지사가 2014년부터 공급을 재시작할 계획을 세우고 있다는 입장을 표명하였다.